# Quartz (banda)
Quartz es una banda inglesa de heavy metal, fundada en Birmingham en 1974.

## Historia
Quartz fue formada en el año de 1974, bajo el nombre de Bandy Legs. Firmaron un contrato con Jet Records en 1976 logrando ser teloneros de Black Sabbath y AC/DC. Cambiaron su nombre a Quartz en 1977 y grabaron su álbum debut, Quartz. El disco fue producido por el guitarrista de Black Sabbath, Tony Iommi. Brian May, guitarrista de la banda Queen, tocó la guitarra en la canción "Circles," la cual incluye a Ozzy Osbourne en los coros. Dicha canción no hizo parte del álbum, pero fue incluida en el sencillo "Stoking the Fires of Hell". 
Quartz salió de gira constantemente en dicha época, tocando en el Reading Festival tres veces (1976, 1977 y 1980) y sirviendo de telonero para bandas de la talla de (Iron Maiden, Saxon, UFO y Rush).
Lanzaron su segundo disco, Stand Up and Fight, en 1980 y el tercero, Against All Odds, en 1983 antes de separarse. En 1979 Geoff Nicholls abandonó la banda para unirse a Black Sabbath. Tocó los teclados en el disco Heaven and Hell. 
Quartz se reunió en el 2011 tocando un concierto el 16 de diciembre de 2011 en The Asylum en Birmingham, Inglaterra. La formación fue: Geoff Nicholls, Mike Hopkins, Derek Arnold, Malcolm Cope y el vocalista David Garner.

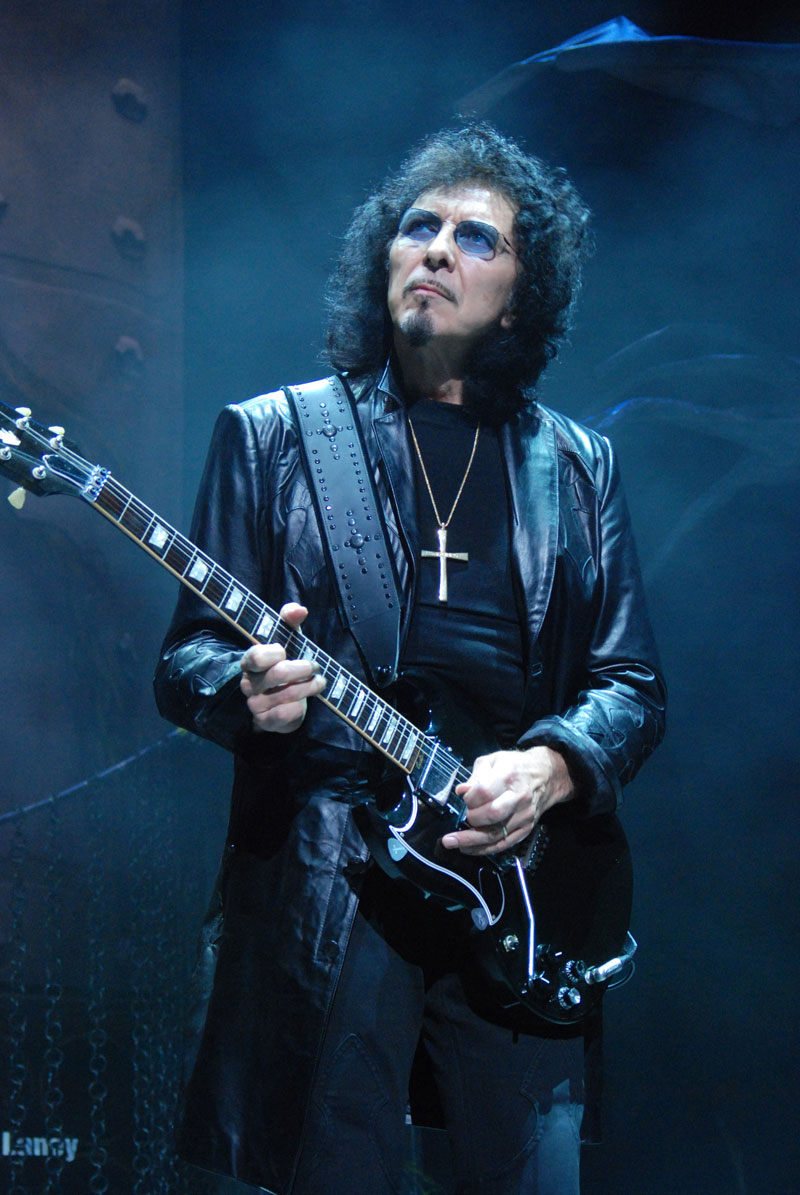
Tony Iommi, productor del primer LP de Quartz.

## Músicos
- Mike Taylor - voz (1974–1982)
- Geoff Bate - voz (1983)
- David Garner - voz (2011–Present)
- Mike Hopkins - guitarra
- Geoff Nicholls - guitarra/teclados
- Derek Arnold - bajo
- Malcolm Cope - batería

## Discografía

### Estudio
- Quartz (Jet Records 1977)
- Stand Up and Fight (MCA Records 1980)
- Against All Odds (Heavy Metal Records 1983)

### Sencillos
- "Street Fighting Lady" / "Mainline Riders" (Jet Records 1977)
- "Stoking Up the Fires of Hell" / "Circles" (MCA Records 1980)
- "Satan's Serenade" / "Bloody Fool" / "Roll Over Beethoven" (live) (Logo Records 1980)
- "Stand Up and Fight" / "Charlie Snow" (MCA Records 1981)
- "Tell Me Why" / "Streetwalker" (Heavy Metal Records 1983)

### Discos en directo y compilados
- Live Quartz (Reddingtons Rare Records 1980) -
- Resurrection (Neat Records 1996)
- Satan's Serenade (Castle Records 2004)
- Live And Revisited (Private Release 2013)